# Touvois
Touvois település Franciaországban, Loire-Atlantique megyében. Lakosainak száma 1936 fő (2022. január 1.). Touvois Legé, Corcoué-sur-Logne, Saint-Étienne-de-Mer-Morte, Falleron, Froidfond és Grand’Landes községekkel határos.

## Népesség
A település népessége az elmúlt években az alábbi módon változott:
| Lakosok száma | 1497 | 1362 | 1340 | 1425 | 1735 | 1770 | 1828 | 1867 | 1890 | 1936 |
|               | 1968 | 1982 | 1990 | 2006 | 2013 | 2015 | 2017 | 2019 | 2020 | 2022 |